# Molophilus luteipygus
Molophilus luteipygus är en tvåvingeart som beskrevs av Alexander 1922. Molophilus luteipygus ingår i släktet Molophilus och familjen småharkrankar. Inga underarter finns listade i Catalogue of Life.